# Soave
Soave es una localidad y comune italiana de la provincia de Verona, región de Véneto, con 6.893 habitantes.

## Evolución demográfica
| Gráfica de evolución demográfica de Soave entre 1861 y 2001 |
|                                                             |
| Fuente ISTAT - elaboración gráfica de Wikipedia             |